# イオン米子駅前店
イオン米子駅前店（イオンよなごえきまえてん）は、鳥取県米子市末広町に所在し、イオンリテールが運営する総合スーパー（GMS）及びショッピングセンターである。

## 概要
1990年（平成2年）、米子駅前に「米子サティ」として開業した。当初は株式会社米子ニチイが運営していたが、グループ企業の再編により、運営会社は株式会社サンメルト、株式会社サンインニチイ、株式会社マイカルサンインと変遷した。1996年（平成8年）3月には株式会社マイカルの直営店舗となり、「米子ビブレ」へと業態転換した。その後、2001年（平成13年）3月に再度サティへと業態転換し、店名を「米子駅前サティ」とした。2011年3月1日、株式会社マイカルがイオンリテール株式会社と合併し、店舗ブランドをイオンに変更し店名は「イオン米子駅前店」となった。
館内3階には東宝グループの関西共栄興行が経営・運営する3スクリーンの映画館「米子駅前SATY東宝」があったが、2012年（平成24年）8月31日に閉館。これにより米子市から映画館が消滅した。
館内にあったエグザス（マイカルグループのスポーツクラブ）の米子店は、同松江店（松江サティ、現・イオン松江ショッピングセンター内）とともにホープタウンが運営していた。コナミによる買収後も「エグザス」ブランドで営業していたが、2010年までにコナミブランドへと転換した。

## 沿革
- 1990年（平成2年）6月29日 - 米子サティとして開業。
- 1996年（平成8年）3月 - 米子ビブレに業態転換する。
- 2001年（平成13年）3月 - 米子駅前サティに再度業態転換する。
- 2011年（平成23年）3月1日 - イオン米子駅前店に改称する。

## フロア構成
| 本館                         | 連絡通路 | 立体駐車場  |
|                              |          | 屋上駐車場  |
| 屋上駐車場                   | 連絡通路 | 5階駐車場   |
| 4階 専門店                   | 連絡通路 | 中4階駐車場 |
| 4階 専門店                   | 連絡通路 | 4階駐車場   |
| 3階 専門店                   | 連絡通路 | 3階駐車場   |
| 2階 衣料品・生活雑貨・専門店 | 連絡通路 | 中2階駐車場 |
| 2階 衣料品・生活雑貨・専門店 | 連絡通路 | 2階駐車場   |
| 1階 食品・専門店             |          | 1階駐車場   |

本館にはエレベーター、エスカレーターがそれぞれ2ヶ所づつ設置されており、各階に立体駐車場への連絡通路を備える。

## 交通アクセス
- 西日本旅客鉄道（JR西日本）山陰本線・伯備線・境線 米子駅から徒歩約3分。